# Omskie Jastrieby
Omskie Jastrieby (ros. Омские Ястребы) – rosyjski klub hokeja na lodzie juniorów z siedzibą w Omsku.

## Historia
- Awangard 2 Omsk (1993–1995)
- Awangard WDB Omsk (1995–2003)
- Omskie Jastrieby (2003-2007)
- Awangard 2 Omsk (2007-2009)
- Omskie Jastrieby (2009-)

Od 2009 drużyna występuje w rozgrywkach juniorskich MHL.
Zespół działa jako stowarzyszony z klubem Awangard Omsk z seniorskich rozgrywek KHL oraz z drużyną juniorską Jastrieby, występującą w rozgrywkach juniorskich MHL-B.

## Sukcesy
- Pierwsze miejsce w Dywizji Ural-Syberia w sezonie zasadniczym MHL: 2012, 2015, 2016
- Pierwsze miejsce w Dywizji Złotej (Wschód) w sezonie zasadniczym MHL: 2023
- Pierwsze miejsce w Konferencji Wschód w sezonie zasadniczym MHL: 2012, 2013, 2016, 2023
- Pierwsze miejsce w sezonie zasadniczym MHL: 2012, 2013, 2016
- Złoty medal MHL /  Puchar Charłamowa: 2012, 2013
- Srebrny medal MHL: 2023
- Brązowy medal MHL: 2025

## Szkoleniowcy
- Michaił Komarow (2009-2010)
- Igor Żylinski (2010-2011)
- Jewgienij Kornouchow (2011-2013)
- Jurij Panow (2013-2015)
- Igor Ziemlanoj (2015-2017)
- Jurij Panow (2017)
- Gierman Titow (2017)
- Jurij Panow (2017-2019)
- Oleg Ugolnikow (2019-2021)
- Witalij Czernoczub (2021-)[4]